# What’s Love Got to Do with It
«What’s Love Got to Do with It» (с англ. — «При чём здесь любовь») — сингл американской рок-певицы Тины Тёрнер, вышедший 1 мая 1984 года в качестве второго сингла с её пятого студийного альбома Private Dancer (1984).
Песня стала самым успешным синглом Тёрнер, достигнув первого места в чартах Австралии, Канады и США (Billboard Hot 100), а также войдя в десятку лучших еще десятка стран мира. Это был второй по величине сингл в 1984 году в США и семнадцатый по величине в Соединенном Королевстве. Песня заняла 316 место в списке журнала Rolling Stone «500 величайших песен всех времён». Она также заняла 38 место в списке лучших песен века.
За её исполнение певица получила премию «Грэмми». В 2012 году песня была включена в Зал славы премии «Грэмми».
В 1993 году название песни использовалось как название биографического фильма, основанного на жизни Тины Тёрнер.

## Предыстория и релиз
Песня была написана Терри Бриттеном и Грэмом Лайлом, которые первоначально предложили ее Клиффу Ричарду, но она им была отвергнута. Затем они предложили её Филлис Хаймэн, которая согласилась записать песню, но глава Arista Records Клив Дэвис не дал добро на запись. Песня тогда была предложена Донне Саммер, которая приняла предложение на запись песни, однако так этого и не сделала.
За несколько месяцев до того, как Тёрнер записала песню, британской поп-группе Bucks Fizz авторы также предложили записать её. Группа записала демоверсию в феврале 1984 года, солистом выступил Бобби Джи. Песня должна была войти в альбом I Hear Talk, однако Тина уже выпустила песню и включения песни в альбом не случилось. Версия Bucks Fizz оставалась «неизданной», пока она не была включена в переиздание этого альбома в 2000 году.
Релиз сингла Тиной Тёрнер состоялся 1 мая 1984 года в США.

## Музыка
Песня исполняется в тональности соль-диез минор с темпом 97,862 ударов в минуту. После второго припева тональность изменяется на си-бемоль минор. Вокал Тины Тёрнер простирается от D#3 (ре малой октавы) до C#5 (до второй октавы).

## Музыкальные видео
Существует два музыкальных видео на песню. Первое, снятое в Нью-Йорке весной 1984 года, показывает Тину идущей по городу и взаимодействующей с прохожими, оно было снято Марком Робинсоном. Второе видео в чёрно-белом варианте было снято Бадом Шетцле, в нём Тина исполняет песню в баре на фоне ругающихся парочек.

## Коммерческий успех
Сингл достиг № 1 в американском хит-параде Billboard Hot 100 (возглавляя его 3 недели). Это был первый и единственный сольный чарттоппер Тины за сольную карьеру. Она также стала самым взрослым на тот момент исполнителем женского пола, возглавившим «горячую сотню» (ей было сорок четыре года). Позднее её формально опередила Грейс Слик (так как была на месяц старше на момент рекорда) с хитами «We Built This City» (1985), «Sara» (1986) и «Nothing’s Gonna Stop Us Now» (1987), но не сольно, а все в составе рок-группы Starship.
А сольный рекорд среди певиц был установлен в 1999 году, когда певица Шер (в возрасте 53 лет) достигла вершины американского хит-парада со своим синглом «Believe». Кроме того, песня «What’s Love Got to Do with It» провела пять недель (с 14 июля до 18 августа 1984 года) на втором месте в соул-чарте Billboard R&B Singles; на вершину её не пустил хит «When Doves Cry» в исполнении Принса. В конце 1984 года, журнал Billboard, подводя музыкальные итоги сезона, поставил «What’s Love Got to Do with It» на второе место в своём списке лучших песен Year-End Hot 100 (1984) (опять же уступив лидерство хиту «When Doves Cry»).
Во всем мире, песня также хорошо показала себя в музыкальных чартах, достигнув вершины в Австралии и Канаде. Она поднялась до третьего места в Новой Зеландии и Великобритании (где в UK Singles Chart это стало высшим достижением певицы после прошлых синглов «River Deep – Mountain High» и «We Don’t Need Another Hero (Thunderdome)»). В других странах песня вошла в топ-10 во многих европейских странах, включая топ-5 в Ирландии, Швеции и Австрии. Она также достигла второй позиции в чарте ЮАР.

## Награды и номинации
Песня получила 3 награды «Грэмми»: Запись года, Песня года и Лучшее женское вокальное поп-исполнение.
.
Музыкальное видео одержало победу на MTV Video Music Awards в 1985 году в категории «Лучшее женское видео».
Журнал Rolling Stone включил песню под № 316 в свой список «500 величайших песен всех времён по версии журнала» («The 500 Greatest Songs of All Time») и под № 38 в список «Лучшие песни века».
В 2012 году песня была включена в Зал славы премии «Грэмми».
Живое выступление Тины на церемонии Грэмми вышло отдельно в альбоме 1994 года Grammy’s Greatest Moments Volume I.

## Версии и ремиксы
- «What’s Love Got to Do with It» (Album version) — 3:50
- «What’s Love Got to Do with It» (Extended 12" Remix) — 5:45

## Чарты
| Чарт (1984)                           | Высшая позиция |
| ------------------------------------- | -------------- |
| Австралия (Kent Music Report)         | 1              |
| Австрия (Ö3 Austria Top 40)           | 4              |
| Бельгия/Фландрия (Ultratop 50)        | 20             |
| Канада (RPM Top Singles)              | 1              |
| Канада (RPM Adult Contemporary)       | 7              |
| Канада (The Record)                   | 1              |
| Финляндия (Suomen virallinen lista)   | 26             |
| Франция (SNEP)                        | 21             |
| Германия (GfK)                        | 7              |
| Ирландия (IRMA)                       | 4              |
| Италия (Musica e dischi)              | 21             |
| Нидерланды (Single Top 100)           | 10             |
| Новая Зеландия (Recorded Music NZ)    | 3              |
| Норвегия (VG-lista)                   | 10             |
| ЮАР (Springbok Radio)                 | 2              |
| Испания (PROMUSICAE)                  | 6              |
| Швеция (Sverigetopplistan)            | 4              |
| Швейцария (Schweizer Hitparade)       | 8              |
| Великобритания (OCC UK Singles)       | 3              |
| США (Billboard Hot 100)               | 1              |
| США (Billboard Adult Contemporary)    | 8              |
| США (Billboard Dance Club Songs)      | 21             |
| США (Billboard Hot R&B/Hip-Hop Songs) | 2              |
| США (Cash Box Top 100)                | 1              |

| Чарт (1984)                           | Позиция |
| ------------------------------------- | ------- |
| Австралия (Kent Music Report)         | 22      |
| Великобритания (Gallup Poll)          | 20      |
| Канада (RPM Top Singles)              | 3       |
| Германия (Official German Charts)     | 35      |
| Италия (Musica e dischi)              | 100     |
| Новая Зеландия (Recorded Music NZ)    | 13      |
| Нидерланды (Single Top 100)           | 76      |
| США (Billboard Top Pop Singles)       | 2       |
| США (Billboard Adult Contemporary)    | 50      |
| США (Billboard Hot R&B/Hip-Hop Songs) | 3       |
| США (Cash Box Top 100)                | 2       |
| Чарт (1985)                           | Позиция |
| ЮАР (Springbok Radio)                 | 14      |

| Чарт (1980—1989)        | Позиция |
| ----------------------- | ------- |
| США (Billboard Hot 100) | 20      |

| Чарт (1958—2018)        | Позиция |
| ----------------------- | ------- |
| США (Billboard Hot 100) | 495     |

## Сертификации и продажи
| Регион | Сертификация | Продажи  |
| --- | ------------ | -------- |
| Канада (Music Canada) | Платиновый   | 100,000^ |
| Великобритания (BPI) | Золотой      | 400,000  |
| США (RIAA) | Золотой      | 500,000^ |
| ^ Данные о тиражах приведены только на основе сертификации. · Данные о продажах + прослушиваниях приведены только на основе сертификации. |              |          |

## Версия Warren G
«What’s Love Got To Do With It» был также записан в 1996 году американским рэпером Warren G, при участии певицы Адины Ховард. Песня вошла в сборник саундтреков к фильму «Полицейская история 3: Суперполицейский». Музыка содержит прямой сэмплинг, хотя лирк в куплетах Warren написал свой, припев, исполняемый Адиной, остался от оригинальной версии.
Песня стала хитом, поднявшись на тридцать вторую строчку Billboard Hot 100, став третьим синглом Warren G в топ-40, также заняв пятую строчку в Hot Rap Singles. В Великобритании трек поднялся на вторую строчку синглового чарта.
Музыкальное видео было снято Джозефом Каном. Артисты исполняют песню, попутно включаются кадры из оригинального фильма. В конце клипа появляется Джеки Чан и начинает рэповать вместе с Warren G и Адиной.

### Список композиций
Сторона «А»
1. «What’s Love Got to Do with It?» (album version) — 4:17
2. «What’s Love Got to Do with It?» (clean radio version) — 4:17

Сторона «Б»
1. «What’s Love Got to Do with It?» (a cappella) — 4:15
2. «What’s Love Got to Do with It?» (instrumental) — 4:15

### Чарты

#### Еженедельные чарты
| Чарт (1996)                                  | Высшая позиция |
| -------------------------------------------- | -------------- |
| Австралия (ARIA)                             | 2              |
| Австрия (Ö3 Austria Top 40)                  | 5              |
| Бельгия/Фландрия (Ultratip Bubbling Under)   | 11             |
| Бельгия/Валлония (Ultratop 50)               | 29             |
| Финляндия (Suomen virallinen lista)          | 14             |
| Франция (SNEP)                               | 9              |
| Германия (GfK)                               | 3              |
| Исландия (Íslenski Listinn Topp 40)          | 16             |
| Ирландия (IRMA)                              | 7              |
| Италия (FIMI)                                | 14             |
| Нидерланды (Dutch Top 40)                    | 9              |
| Новая Зеландия (Recorded Music NZ)           | 1              |
| Норвегия (VG-lista)                          | 7              |
| Швеция (Sverigetopplistan)                   | 2              |
| Швейцария (Schweizer Hitparade)              | 6              |
| Великобритания (The Official Charts Company) | 2              |
| США (Billboard Hot 100)                      | 32             |
| США (Billboard Hot R&B / Hip-Hop Songs)      | 36             |
| США (Billboard Hot Rap Singles)              | 5              |
| США (Billboard Rhythmic Top 40)              | 27             |

#### Годовые чарты
| Чарт (1996)                        | Позиция |
| ---------------------------------- | ------- |
| Германия (Official German Charts)  | 45      |
| Новая Зеландия (Recorded Music NZ) | 30      |

### Сертификации
| Регион | Сертификация | Продажи  |
| --- | ------------ | -------- |
| Австралия (ARIA) | Платиновый   | 70 000^  |
| Германия (BVMI) | Золотой      | 250 000^ |
| Новая Зеландия (RMNZ) | Платиновый   | 10 000*  |
| Норвегия (IFPI Norway)                                                                                                   | Золотой      |          |
| Великобритания (BPI) | Серебряный   | 200 000^ |
| * Данные о продажах приведены только на основе сертификации. ^ Данные о тиражах приведены только на основе сертификации. |              |          |

## Версия Kygo
Ремикс на эту песню был выпущен в цифровом формате 17 июля 2020 года в качестве сингла норвежским диджеем и продюсером Kygo.

### Предыстория
Говоря о песне, Kygo сказал: «„What’s Love Got to Do with It“ — это одна из моих самых любимых песен, и мне кажется нереальным иметь возможность работать с такими легендарными артистами. Не могу дождаться, когда вы все это услышите!». Он также заявил: «я не мог бы быть более взволнован сотрудничеством с Тиной Тёрнер, которая является иконой, слушая которую я вырос. „What’s Love Got To Do With It“ — одна из моих самых любимых песен, так что возможность переделать её стала совершенно особенным моментом в моей карьере. Мне нравится работать с вневременным вокалом, и хотя сохранить элементы оригинального трека и добавить свой собственный штрих довольно сложно, я очень доволен тем, как все получилось!».

### Музыкальное видео
Музыкальное видео, сопровождающее релиз песни «What’s Love Got To Do with It», было впервые выпущено на YouTube 16 июля 2020 года. Оно было снято режиссером Сарой Бабах, в клипе снялись Лора Харриер и Чарльз Майкл Дэвис в роли любовников.

### Чарты
| Чарт (2020)                                | Высшая позиция |
| ------------------------------------------ | -------------- |
| Австралия (ARIA)                           | 95             |
| Австрия (Ö3 Austria Top 40)                | 23             |
| Бельгия/Фландрия (Ultratop 50)             | 18             |
| Бельгия/Валлония (Ultratop 50)             | 15             |
| Канада (Billboard Canadian Hot 100)        | 52             |
| СНГ (TopHit Airplay)                       | 136            |
| Чехия (Singles Digitál Top 100)            | 44             |
| Чехия (Rádio — Top 100)                    | 85             |
| Хорватия (HRT)                             | 1              |
| Франция (SNEP)                             | 120            |
| Германия (GfK)                             | 26             |
| Венгрия (Dance Top 40)                     | 39             |
| Венгрия (Rádiós Top 40)                    | 22             |
| Венгрия (Single Top 40)                    | 4              |
| Ирландия (IRMA)                            | 31             |
| Нидерланды (Dutch Top 40)                  | 19             |
| Нидерланды (Single Top 100)                | 58             |
| Новая Зеландия (RMNZ Hot Singles)          | 8              |
| Норвегия (VG-lista)                        | 4              |
| Польша (Polish Airplay Top 100)            | 2              |
| Румыния (Airplay 100)                      | 19             |
| Шотландия (OCC Scotland)                   | 3              |
| Сербия (Radiomonitor)                      | 8              |
| Словакия (Rádio — Top 100)                 | 5              |
| Словакия (Singles Digitál Top 100)         | 28             |
| Словения (SloTop50)                        | 4              |
| Швеция (Sverigetopplistan)                 | 7              |
| Швейцария (Schweizer Hitparade)            | 6              |
| Великобритания (OCC UK Singles)            | 31             |
| США (Billboard Bubbling Under Hot 100)     | 1              |
| США (Billboard Adult Contemporary)         | 20             |
| США (Billboard Hot Dance/Electronic Songs) | 7              |

## Использование в медиа
- Песня была использована в эпизоде американской мыльной оперы «Главный госпиталь» от 7 августа 1985 года.